# Bahnstrecke Örebro–Pålsboda
| Streckenlänge: | 30 km                       |                                                   |                                                   |
| Spurweite: | 891 mm (schwed. 3-Fuß-Spur) |                                                   |                                                   |
| Maximale Neigung: | 16,67 ‰                     |                                                   |                                                   |
| Minimaler Radius: | 270 m                       |                                                   |                                                   |
| Streckengeschwindigkeit: | 50 km/h                     |                                                   |                                                   |
| |                             |                                                   |                                                   |
| \| \| \| von Örebro C \| \| \| \| 0,0 \| Örebro Södra \| Örebro Södra \| \| \| \| Bahnstrecke Örebro C–Svartå nach Svartå \| \| \| \| \| Bahnstrecke Örebro–Skebäck nach Skebäck/Hjälmaren \| \| \| \| \| Bahnstrecke Mjölby–Storvik nach Hallsberg \| \| \| \| 6,2 \| Mark \| Mark \| \| \| 8,9 \| Stortorp \| Stortorp \| \| \| 12,6 \| Hidingsta \| Hidingsta \| \| \| \| Kvismarekanal \| \| \| \| 16,7 \| Kvismaren \| Kvismaren \| \| \| 20,6 \| Sköllersta \| Sköllersta \| \| \| 24,0 \| Tarsta \| Tarsta \| \| \| \| Västra stambanan von Hallsberg \| \| \| \| \| \| \| \| \| 30,4 \| Pålsboda \| Pålsboda \| \| \| \| Västra stambanan nach Katrineholm \| \| \| \| \| \| \| \| Quellen: [1] \| \| \| \| |                             |                                                   |                                                   |
| Strecke |                             | von Örebro C                                      | von Örebro C                                      |
| Bahnhof | 0,0                         | Örebro Södra                                      | Örebro Södra                                      |
| Abzweig geradeaus und nach rechts |                             | Bahnstrecke Örebro C–Svartå nach Svartå           | Bahnstrecke Örebro C–Svartå nach Svartå           |
| Abzweig geradeaus und nach links |                             | Bahnstrecke Örebro–Skebäck nach Skebäck/Hjälmaren | Bahnstrecke Örebro–Skebäck nach Skebäck/Hjälmaren |
| Abzweig ehemals geradeaus und nach rechts |                             | Bahnstrecke Mjölby–Storvik nach Hallsberg         | Bahnstrecke Mjölby–Storvik nach Hallsberg         |
| Haltepunkt / Haltestelle (Strecke außer Betrieb) | 6,2                         | Mark                                              | Mark                                              |
| Haltepunkt / Haltestelle (Strecke außer Betrieb) | 8,9                         | Stortorp                                          | Stortorp                                          |
| Bahnhof (Strecke außer Betrieb) | 12,6                        | Hidingsta                                         | Hidingsta                                         |
| Brücke über Wasserlauf (Strecke außer Betrieb) |                             | Kvismarekanal                                     | Kvismarekanal                                     |
| Bahnhof (Strecke außer Betrieb) | 16,7                        | Kvismaren                                         | Kvismaren                                         |
| Bahnhof (Strecke außer Betrieb) | 20,6                        | Sköllersta                                        | Sköllersta                                        |
| Bahnhof (Strecke außer Betrieb) | 24,0                        | Tarsta                                            | Tarsta                                            |
| Abzweig ehemals geradeaus und von rechts |                             | Västra stambanan von Hallsberg                    | Västra stambanan von Hallsberg                    |
| Strecke von links (außer Betrieb) · Abzweig geradeaus und ehemals von rechts |                             |                                                   |                                                   |
| Strecke (außer Betrieb) · Bahnhof | 30,4                        | Pålsboda                                          | Pålsboda                                          |
| Strecke (außer Betrieb) · Strecke nach links |                             | Västra stambanan nach Katrineholm                 | Västra stambanan nach Katrineholm                 |
| |                             |                                                   |                                                   |
| Quellen: |                             |                                                   |                                                   |

Die Bahnstrecke Örebro–Pålsboda war eine schmalspurige Eisenbahnstrecke zwischen Pålsboda in Östergötland und Örebro in Närke in Schweden. Sie hatte eine Spurweite von 891 mm und wurde von der Norra Östergötlands järnvägsaktiebolag (NÖJ) errichtet.

## Geschichte
Die Norra Östergötlands järnvägsaktiebolag wurde am 30. November 1895 gegründet. Zweck der Gesellschaft war der Erwerb der Pålsboda–Finspång järnvägsaktiebolag und der Finspång–Norsholms järnvägsaktiebolag, um deren Strecken zwischen Pålsboda und Finspång sowie Finspång und Norsholm gemeinsam zu betreiben.
Hinter dieser gesamten Entwicklung stand Patron Carl Edvard Ekman. Er war derjenige, der mit starker Unterstützung von Kommunen und Privatpersonen die Pålsboda–Finspångs järnväg erbaut hatte. Ebenso hatte er hauptsächlich mit eigenen Mitteln die Finspång–Norsholms järnväg errichtet. Es war sein Vorschlag, die beiden Bahnen zur Norra Östergötlands järnvägsaktiebolag (NÖJ) zu verschmelzen.

## Bau der Strecke
Nach der Zusammenführung der beiden Strecken begann die Planung für eine Erweiterung. Örebro war in unmittelbarer Nähe. Deshalb wurde ein großes Frachtaufkommen erwartet. Der Vorstand genehmigte 1897 dem Bahningenieur J. Grönvall, eine Streckenführung von Pålsboda über den trockengelegten Kvismarssjö und weiter nach Örebro zu untersuchen. Die Konzession wurde von Bankier B. Söderbaum, Buchhalter N. H. Jochimsson, Oberstleutnant G. Falkengren und Hütteninhaber O. Lundqvist beantragt und am 13. August 1897 erteilt. Diese wurde am 12. April 1898 auf die NÖJ übertragen. Das notwendige Geld für den Streckenbau erhielt man durch den Verkauf von neuen Aktien und durch Hypotheken. Steigende Arbeitskosten forderten eine neue Kostenschätzung. Leutnant Blomberg vom Weg- und Wasserbaubüro berechnete die neuen Kosten auf 730.000 Kronen gegenüber dem alten Vorschlag von 650.000 Kronen. Die Kosten für den Bahnbau, aber ohne Rollmaterial, schätzten Leutnant K. A. Lagergren und Ingenieur A. Sjögren dagegen auf 415.000 Kronen. Die Gesellschaft ging aber nicht auf dieses Angebot ein.
Nun beschloss die Gesellschaft, die Strecke nach Örebro selbst zu bauen. Blomberg wurde als Vorarbeiter eingestellt. Vor dem Baubeginn legte man die jeweiligen Anschlüsse an das bestehende Netz in Örebro Södra und Pålsboda fest. Für den Anschluss in Örebro gab es keine Hindernisse, in Pålsboda war es komplizierter. NÖJ wollte die Västra stambanan niveaugleich überqueren, doch die Königlichen Eisenbahnverwaltung hatte eine andere Ansicht. Sie wollte kein Kreuzung mit der Schmalspurbahn. Nach Verhandlungen wurde vereinbart, dass die Strecke 850 m westlich des Bahnhofs die Staatsbahn unterqueren sollte. Die zusätzlichen Kosten wurden auf 35.000 Kronen berechnet. Dies bedeutete auch, dass die Strecke nach Finspång 4,6 Kilometer länger werden würde. Diese Veränderung erschwerte und verteuerte in den nächsten Jahren den Bau. Nachfolgende Untersuchungen zeigten, dass mit verschiedenen Änderungen die Verlängerung auf 2,9 Kilometer reduziert werden konnten.
Die Arbeiten an der Bahnstrecke Örebro–Pålsboda begannen am 1. April 1899 und mit der Fertigstellung wurde am 1. Oktober 1900 gerechnet. Die Kostenschätzung erwies sich als zu niedrig. Hinzu kam ein Streit mit der Stadt Örebro wegen einer Straßenkreuzung, der nur durch einen länger dauernden Prozess geklärt werden konnte. Daher musste für die Fertigstellung der Strecke ein Aufschub vom Königlichen Baubüro beantragt werden. Die Eisenbahn wurde am 5. Januar 1901 für die öffentliche Nutzung freigegeben. Die Streckenhöchstgeschwindigkeit wurde mit 40 km/h angegeben. Die Summe der Baukosten erreichte 1.026.000 Kronen. Nachträglich stellte sich heraus, dass mit dem Angebot von Lagergren die Strecke sehr wahrscheinlich viel billiger geworden wäre.
Die weitere Streckengeschichte ist unter Bahnstrecke Örebro–Norrköping zu finden.